# Semyon Konstantinovich Timoshenko
Semyon Konstantinovich Timoshenko (tiếng Nga: Семён Константинович Тимошенко) (sinh ngày 18 tháng 2 năm 1895, lịch cũ là 6 tháng 2, mất ngày 31 tháng 3 năm 1970) là một Nguyên soái Liên Xô và là chỉ huy cao cấp của Hồng quân trong thời gian đầu Chiến tranh Vệ quốc Vĩ đại.

## Tiểu sử
Timoshenko sinh ra trong một gia đình nông dân ở vùng Furmanka, Nam Bessarabia, thuộc tỉnh Odessa của Ukraina hiện nay. Năm 1915, ông nhập ngũ và trở thành một kỵ binh trong quân đội của Đế quốc Nga ở mặt trận phía Tây. Khi Cách mạng tháng Mười năm 1917 nổ ra, Timoshenko đứng về phía những người khởi nghĩa, ông gia nhập Hồng quân năm 1918 và đảng Bolshevik năm 1919.

## Sự nghiệp

### Trước năm 1941
Trong Nội chiến Nga (1918), Timoshenko chiến đấu trên nhiều mặt trận, ở Tsaritsyn (sau này là Stalingrad), ông đã gặp và trở thành bạn của Joseph Stalin. Năm 1920-1921, Timoshenko chiến đấu dưới sự chỉ huy của Semyon Budyonny trong Tập đoàn kỵ binh số 1, hai người sau này đã trở thành nòng cốt của lực lượng kỵ binh Hồng quân trong nhiều năm.
Sau Nội chiến và cuộc chiến với Ba Lan, Timoshenko trở thành chỉ huy của Kỵ binh Hồng quân rồi sau đó là Tư lệnh Hồng quân tại Belarus (1933), Kiev (1935 và 1938), Nam Kavkaz và Kharkov (1937). Năm 1939, ông trở thành chỉ huy của toàn bộ mặt trận phía Tây và Phương diện quân Ukraina.
Tháng 11 năm 1940, sau những sai lầm của Kliment Voroshilov, Timoshenko trở thành lãnh đạo Hồng quân trong Chiến tranh Liên Xô - Phần Lan và đã chỉ huy thành công việc phá vỡ phòng tuyến Mannerheim của quân Phần Lan trên bán đảo Karelia, dẫn tới việc Phần Lan phải ký hiệp định hòa bình với Liên Xô tháng 3 năm 1940. Nhờ thành tích này, tháng 5/1940, Timoshenko được thăng quân hàm Nguyên soái Liên Xô và trở thành Ủy viên nhân dân phụ trách Quốc phòng của Liên bang Xô viết (tương đương Bộ trưởng Bộ Quốc phòng).
Timoshenko là một chỉ huy có khả năng và thấy được đòi hỏi cấp bách của việc hiện đại hóa Hồng quân. Tuy xuất thân là lính kỵ binh, nhưng khác với những vị chỉ huy bảo thủ, ông hiểu và chấp nhận đòi hỏi cơ giới hóa lực lượng vũ trang Xô viết và tăng cường chế tạo xe tăng.

### Chiến tranh thế giới thứ hai
Khi quân đội Đức Quốc xã tràn vào lãnh thổ Liên Xô tháng 6 năm 1941, Stalin tự đảm nhiệm vị trí Dân ủy phụ trách Quốc phòng, Timoshenko được cử tới Phương diện quân Trung tâm để chỉ huy việc rút lui về phòng tuyến Smolensk, tuy gặp phải thương vong nặng nề, Timoshenko đã đưa được phần lớn lực lượng về bảo vệ Moskva. Đến tháng 9, ông lại được phái tới Ukraina, nơi Hồng quân đã mất thiệt hại tới 1,5 triệu lính, ông lại thành công trong việc ổn định tình hình mặt trận.
Tháng 5 năm 1942, Timoshenko đã chỉ huy 640.000 lính Hồng quân tổ chức phản công lần thứ nhất ở Kharkov, sau thành công bước đầu, đội quân của Timoshenko đã bị quân Đức tấn công từ sườn Nam và buộc phải ngừng phản kích và bị đánh tan, thiệt hại trên 277.000 chiến sĩ, 652 xe tăng so với 20.000 quân Đức. Tuy cuộc phản công này đã làm chậm bước tiến của quân Đức đến Stalingrad, Timoshenko vẫn phải chịu trách nhiệm về việc để quân Đức tấn công và làm thất bại kế hoạch của Hồng quân.
Sau thất bại này, Timoshenko bị rút khỏi vị trí chỉ huy trực tiếp trên mặt trận, thay vào đó giao cho ông vai trò đại diện Đại bản doanh tại các mặt trận Stalingrad (tháng 6 năm 1942), Tây-Bắc (tháng 10 năm 1942), Leningrad (tháng 6 năm 1943), Kavkaz (tháng 6 năm 1944) Baltic (tháng 8 năm 1944) và Tây Nam (cuối năm 1944).

### Sau chiến tranh
Tháng 3 năm 1946, Timoshenko được tái bổ nhiệm làm Tư lệnh quân đội Liên Xô tại Belarus và sau đó là Nam Urals (tháng 6 năm 1946). Năm 1960, ông trở thành Tổng thanh tra Bộ Quốc phòng, một chức danh mang nhiều ý nghĩa danh dự hơn là thực quyền. Sau khi nghỉ hưu, năm 1961 Timoshenko là Chủ tịch Hội Cựu chiến binh Liên Xô. Ông mất năm 1970 tại Moskva.

## Tặng thưởng
Timoshenko đã hai lần được phong danh hiệu Anh hùng Liên bang Xô viết vào tháng 3 năm 1940 và năm 1965. Ngoài ra ông cũng được tặng thưởng huân chương Chiến thắng (1945), huân chương Lênin (5 lần), huân chương Cách mạng tháng Mười và nhiều loại huân, huy chương khác.